# Nimmerland (Album)
Nimmerland ist das zweite Studioalbum des deutschen Rappers RIN, welches am 6. Dezember 2019 über das Label Division Recordings erschien.

## Hintergrund
Nimmerland ist nach seinem Release Eros (2017) sein zweites Soloalbum. Angekündigt wurde das Album am 27. September 2019 mit dem Release der Single Fabergé.
Der Titel des Albums ist eine Anspielung auf den Film Hook (1991) von Steven Spielberg und die darin weitererzählte Geschichte der Märchenfigur Peter Pan. Im Film ist Peter Pan zu alt geworden und hat vergessen, wie man fliegt und dass er jemals im Nimmerland war. RIN erklärte in einem Interview, er wollte „für [seine] Generation dieses eine Album erschaffen und diesen Moment festhalten, während [er selbst] gerade noch jung genug [ist], um zu fliegen. Dieser ganze Kampf mit dir selbst, mit dem Leben und dem Erwachsenwerden war das Thema [des] Albums.“
Nimmerland ist der erste Tonträger von RIN, auf welchem er von Feature-Gästen unterstützt wird. Der Song Keine Liebe entstand gemeinsam mit dem Rapper Bausa, welcher wie RIN aus der Stadt Bietigheim-Bissingen stammt. Außerdem treten die österreichische Band Bilderbuch, sowie die Rapper Sido und Luciano auf dem Album in Erscheinung. RIN erklärte, seine Features auf Nimmerland sehr bewusst gewählt zu haben: „Ich kann jetzt hier an diesem Punkt stehen und sagen, dass das die Arbeit von meinem Team und mir war. Ich wollte Features erst an einem Punkt machen, an dem man weiß, wer ich bin und ich einen gewissen Stand habe. Jetzt kann ich mit Leuten zusammenarbeiten, weil ich das will und nicht weil ich deren Reichweite brauche.“
Da die beiden Produzenten Alexis Troy und Minhtendo, welche bereits seit Langem mit RIN zusammenarbeiten, keine eigenen Producer-Tags hatten, wollte RIN dies mit dem neuen Album Nimmerland ändern. Ein Producer-Tag ist ein kurzer Sound oder Spruch, welcher am Beginn eines Lieds eingespielt wird, um zu zeigen, von welchem Produzenten die Komposition stammt. Minhtendo tritt nun auf allen von ihm produzierten Tracks zu Beginn mit dem Spruch „Minh-Minh-Minh macht voll die Hits!“ in Erscheinung, was eigentlich ein spontaner Scherz während einer Aufnahme war. Alexis Troy entschied sich stattdessen für das Zitat „This is the world that you know.“ aus dem 1999 erschienenen Film Matrix.
Neben einer Version auf CD erschien das Album auch auf Schallplatte. Zusätzlich konnte RIN den Sportartikelhersteller Nike als Kollaborationspartner für eine Deluxe-Box gewinnen, die ein T-Shirt, ein Poster und ein Armband erhält.

## Covergestaltung
Das Cover des Albums wurde von Michael Clasen und dem Studio Obby & Jappari entworfen. Im Hintergrund ist RINs Jugendzimmer in Bietigheim-Bissingen mit verschiedenen Postern an der Wand zu sehen. Im Vordergrund ist eine ausgestreckte Hand, welche eine Weltkugel hält, zu sehen. Die Weltkugel ist von einer Rolex und einem Buchstaben-Armband mit der Aufschrift NIMMERLAND umschlossen.

## Produktion
Hauptproduzenten des Albums sind Alexis Troy, Minhtendo und RIN selbst. Der Track Alien wurde fast komplett von RIN selbst produziert; Minhtendo steuerte lediglich die Bass-Spur bei. Die Tracks sind durchgehend sehr perkussionslastig mit einem besonderen Fokus auf die Kick Drum.

## Titelliste
| Nr.          | Titel                                  | Produktion                    | Länge |
| ------------ | -------------------------------------- | ----------------------------- | ----- |
| 1.           | Hollywood                              | reezy, Minhtendo, Feremiah    | 2:55  |
| 2.           | Bietigheimication                      | Alexis Troy                   | 3:28  |
| 3.           | Nirvana                                | Alexis Troy                   | 2:51  |
| 4.           | Keine Liebe (mit Bausa)                | Alexis Troy, Minhtendo        | 3:18  |
| 5.           | Vintage                                | reezy, Minhtendo, Alexis Troy | 2:47  |
| 6.           | Brunai                                 | Alexis Troy, Minhtendo        | 2:40  |
| 7.           | RSVP                                   | Minhtendo, Lehvi              | 2:49  |
| 8.           | Up in Smoke                            | Alexis Troy, Minhtendo, RIN   | 2:54  |
| 9.           | M.I.A.                                 | Minhtendo, RIN                | 3:10  |
| 10.          | Alien                                  | RIN, Minhtendo                | 3:28  |
| 11.          | Fabergé                                | Alexis Troy, Minhtendo        | 2:57  |
| 12.          | Voyage                                 | reezy, Minhtendo              | 3:12  |
| 13.          | Nimmerland (feat. Bilderbuch)          | Minhtendo, Bilderbuch         | 4:27  |
| 14.          | Vintage [Remix] (feat. Sido & Luciano) | reezy, Minhtendo, Alexis Troy | 3:49  |
| Gesamtlänge: | Gesamtlänge:                           | Gesamtlänge:                  | 44:45 |

## Kommerzieller Erfolg

### Chartplatzierungen
| ChartsChartplatzierungen | Höchstplatzierung | Wochen |
| ------------------------ | ----------------- | ------ |
| Deutschland (GfK)        | 3 (33 Wo.)        | 33     |
| Österreich (Ö3)          | 3 (34 Wo.)        | 34     |
| Schweiz (IFPI)           | 3 (15 Wo.)        | 15     |

| ChartsJahrescharts (2020) | Platzierung |
| ------------------------- | ----------- |
| Deutschland (GfK)         | 33          |
| Österreich (Ö3)           | 58          |

### Auszeichnungen für Musikverkäufe
| Land/Region        | Auszeichnungen für Musikverkäufe (Land/Region, Auszeichnung, Verkäufe) | Verkäufe |
| ------------------ | ---------------------------------------------------------------------- | -------- |
| Deutschland (BVMI) | Gold                                                                   | 100.000  |
| Insgesamt          | 1× Gold ·                                                              | 100.000  |